# Dirk Schreyer
Dirk Schreyer (n. 28 iulie 1944, Lauenburg/Elbe, Statul Liber Prusia⁠(d), Germania Nazistă) este un canotor german, medaliat olimpic. A participat la o ediție a Jocurilor Olimpice (1968) în care a câștigat o medalie de aur.

## Participări
Lista de mai jos prezintă principalele competiții la care a participat Dirk Schreyer de-a lungul carierei.
- rowing at the 1968 Summer Olympics – men's eight[*][3]